# دار الصلاة (المفلحي)

تعديل مصدري - تعديل

دار الصلاة هي إحدى قرى عزلة المفلحي بمديرية المفلحي التابعة لمحافظة لحج، بلغ تعداد سكانها 103 نسمة حسب تعداد اليمن لعام 2004.